# Severni sij (slovenski roman)
Severni sij je roman slovenskega pisatelja, dramatika in esejista Draga Jančarja. Izšel je leta 1984. Zgodba prikazuje mesto Maribor  v času neposredno pred začetkom druge svetovne vojne.

## Zgodba
Na železniški postaji Maribor na novo leto 1938 izstopi Josef Erdman, prodajalec laboratorijske opreme. V mestu se naj bi sestal s poslovnim partnerjem Jaroslavom, da bi organizirala širitev podjetja J. Štastny & Co. na jugovzhod. Erdman je v Mariboru sicer rojen, vendar je večino življenja preživel v Lienzu. Na Maribor ima le blede spomine in njegovo obujanje le-teh (med drugim na kroglo v rokah Boga na oltarju v Alojzijevi cerkvi) je eden osrednjih motivov romana.
Jaroslava ni v Maribor in Erdman ga ne uspe doseči. Njegovo bivanje v hotelski sobi v Mariboru se zavleče. Seznani se z inženirjem Franjom Samso in začne zahajati v njegov družbeni krog. Spusti se v razmerje s Samsovo ženo Marjetico (Margerito), s katero se zaljubita. Za razmerje se kmalu izve in Erdman pri Samsi postane persona non grata. Deležen je sumničavosti mariborske policije in drugih krogov.
Erdman zapade v alkoholizem in poseda v gostilnah na Lentu z delavcem Ivanom Glavino, mladeničem Leopoldom Markonijem Mlajšim in zblaznelim ruskim emigrantom Fedjatinom. Konec januarja doživi rdeč severni sij na nebu nad Mariborom. Kmalu zblazni.
Glavina in Markoni na Pohorju umorita Marjetico Samsa. V povezavi z umorom je aretiran tudi Erdman. Oblasti ugotovijo, da je zblaznel, in da podjetje J. Štastny & Co. že dolgo sploh več ne obstaja. Erdmana vrnejo domov v Avstrijo, kjer ga nacistične oblasti sterilizirajo.